# Der Staatsanwalt hat das Wort: Moderner Diebstahl
Moderner Diebstahl ist ein deutscher Fernsehfilm von Ursula Bonhoff aus dem Jahr 1974. Das kriminologische Fernsehspiel erschien als 34. Folge der Filmreihe Der Staatsanwalt hat das Wort.

## Handlung
Die Tätergruppe in den Büros eines volkseigenen Betriebes betrachtet die Aktivitäten des Meisters Jürgen Veit nicht als Warnsignal. Es hat sich inzwischen zu gut eingespielt, das „Kavaliersdelikt“ zur persönlichen Bereicherung, zur Befriedigung kleinbürgerlichen Besitzdenkens und kostspieliger Liebhabereien. Jürgen Veit wird man das Maul stopfen und weiter die schöpferischen Initiativen im Neuererwesen zum eigenen Vorteil manipulieren. Doch Veit findet eine Verbündete vor allem in Gisela Degenkampf, die einst Lehrling in diesem Betrieb war und nun auf verantwortungsvollen Posten gestellt wird.

## Produktion
Moderner Diebstahl entstand 1974 im Zuständigkeitsbereich des DDR-Fernsehens, Bereich Unterhaltende Dramatik – HA: Polizeiruf/Staatsanwalt. 
Szenenbild: Anna Sabine Diestel; Kostüm: Ursula Rotte; Dramaturgie: Käthe Riemann; Kommentare: Peter Przybylski.
Der Film ist verschollen.